# Tempio di Afaia

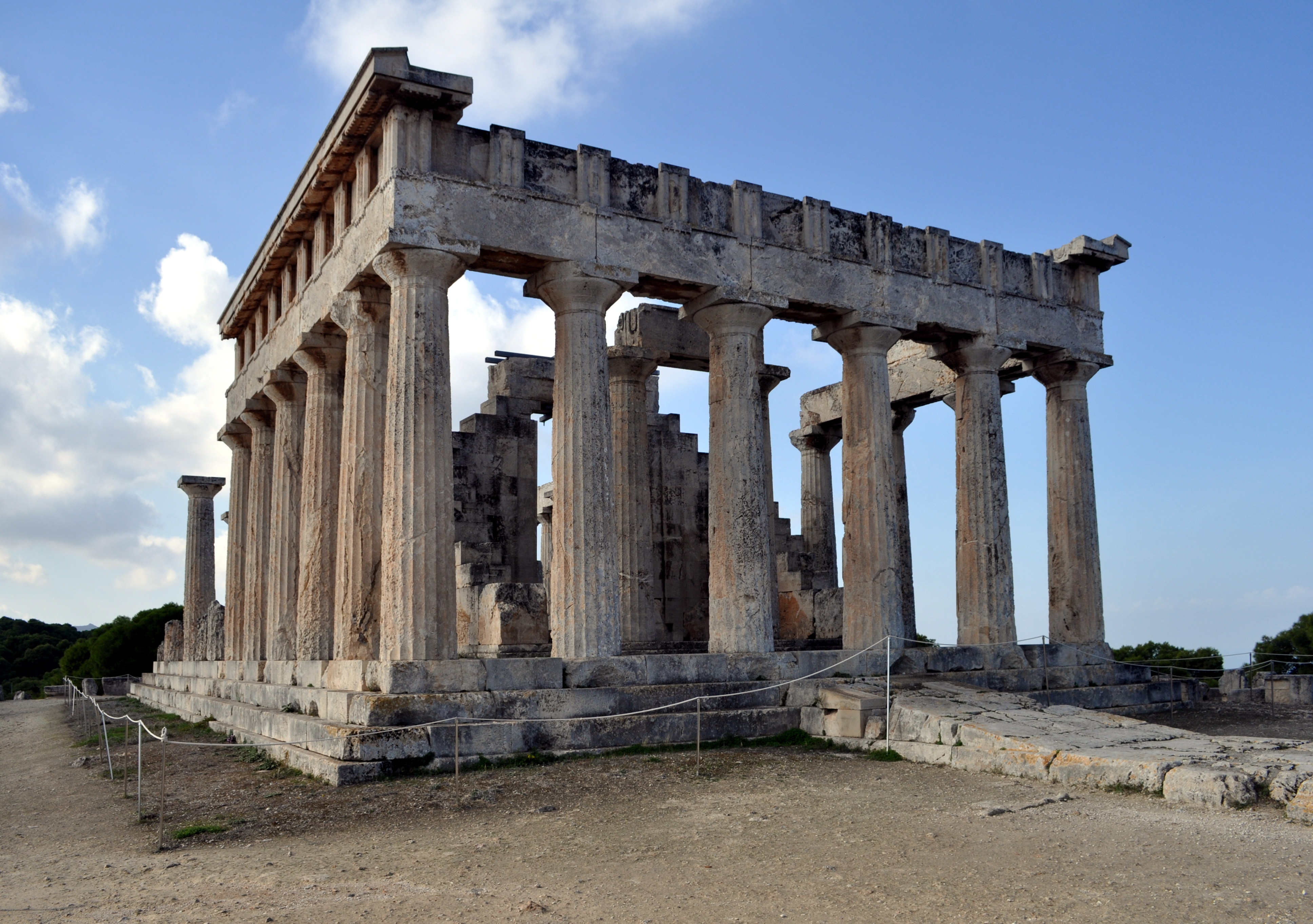
Il tempio di Afaia a Egina

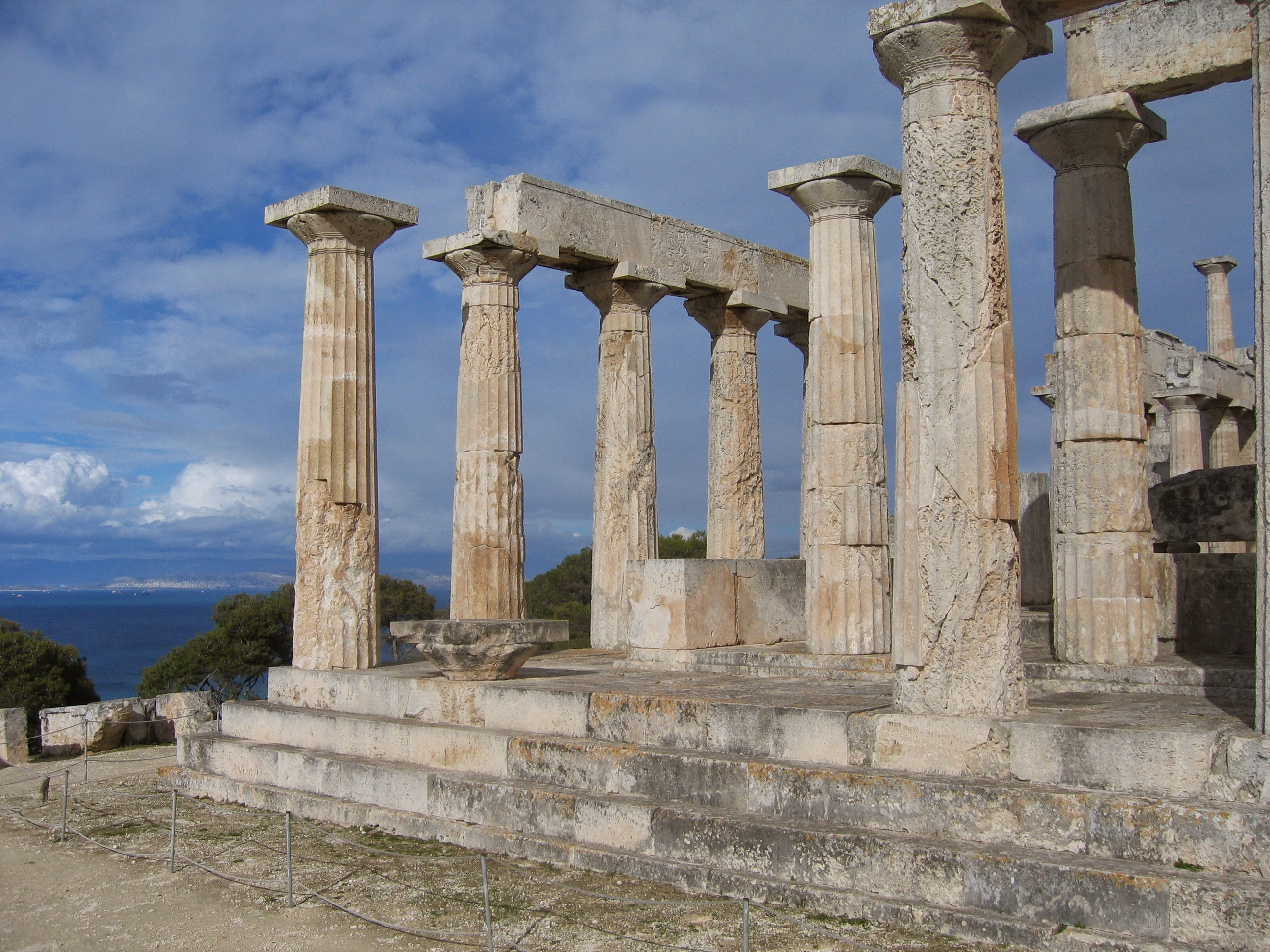
I resti del tempio di Afaia a Egina

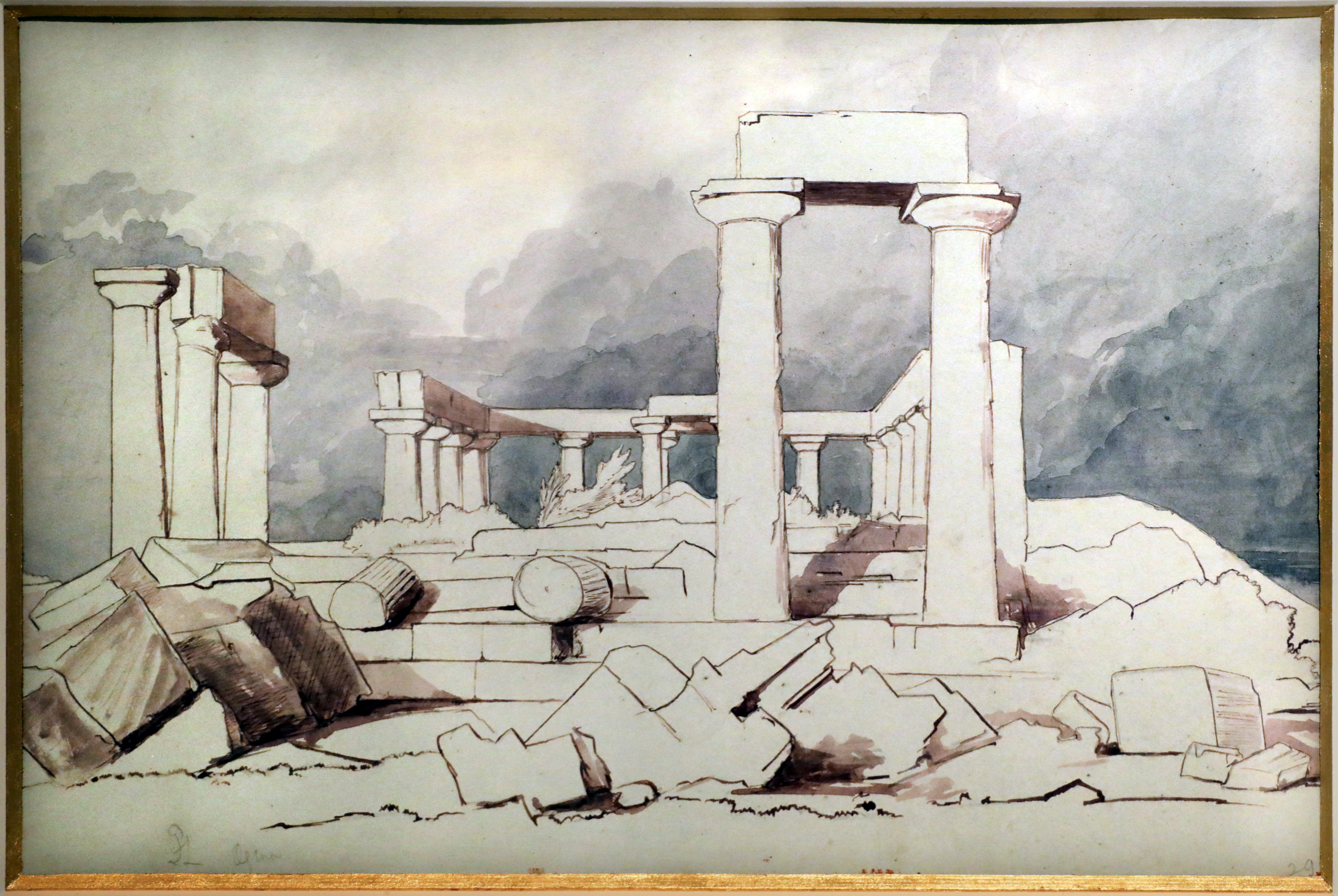
Acquarello di Edward Lear del 1849

Il tempio di Afaia nell'isola greca di Egina è un tempio dedicato alla dea locale dell'isola.

## Fasi storiche del santuario

Pianta del santuario di Afaia a Egina: in blu le strutture del VII secolo a.C., in verde quelle del VI e in arancione quelle del V.

Il culto nel sito, testimoniato da numerose statuette femminili, risale probabilmente già al XIV secolo a.C., in epoca minoica Il culto di Afaia, presente solo ad Egina, sarebbe rivolto a un'antica divinità femminile legata alla fertilità della terra e al ciclo agricolo. e si sviluppò in particolare nella tarda età del bronzo sub-micenea.
Un altare datato a circa l'anno 700 a.C. e altre strutture di servizio indicano la presenza delle prime costruzioni nel santuario in epoca tardo-geometrica. In quest'epoca il tempio, probabilmente costruito su uno zoccolo (crepidoma) in pietra con muri in mattoni crudi e copertura in legno, poteva trovarsi sotto quello successivo e doveva essere di dimensioni inferiori.
Un primo tempio in pietra venne costruito intorno al 570 a.C. con un pronao a quattro colonne (prostilo tetrastilo) e un adyton sul retro. All'interno la cella era divisa in tre navate da colonnati dorici su due ordini.
Il tempio era circondato da un muro in mattoni crudi su uno zoccolo di pietra, dotato di un propileo di ingresso a sud-est e un'alta colonna coronata da una sfinge sul lato nord-est. Una terrazza pavimentata collegava il tempio al più antico altare.

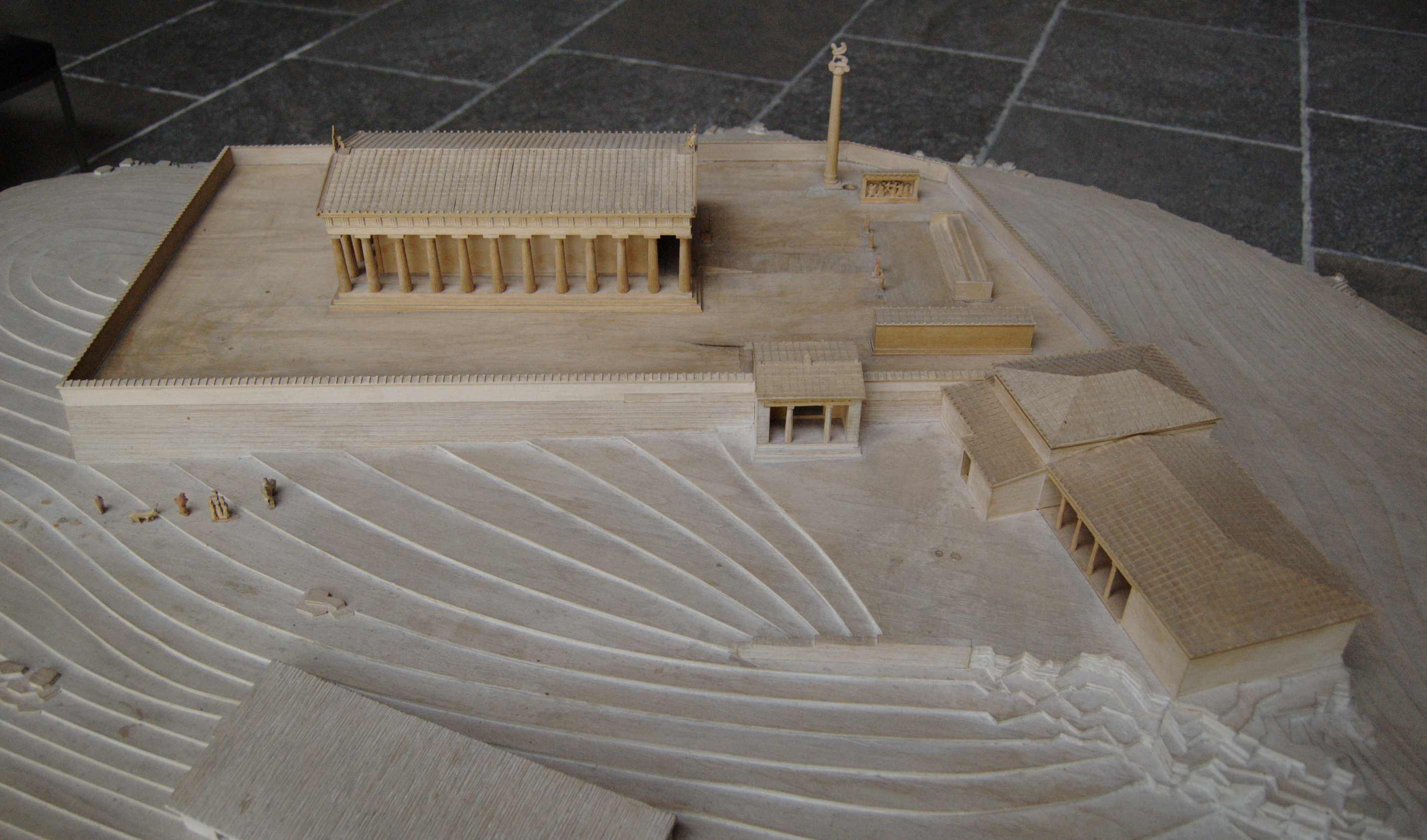
Modello ricostruttivo del santuario nel V secolo a.C. (Gliptoteca di Monaco).

Il tempio e il santuario vennero distrutti da un incendio intorno al 510 a.C. e i blocchi in pietra vennero riutilizzati come riempimento per realizzare un'ampia terrazza sopra la quale venne costruito il nuovo tempio.
Il nuovo edificio si presentava esastilo periptero, di ordine dorico, con 6 colonne sulla fronte e 12 sui lati lunghi. La cella presentava un ingresso (pronao) distilo in antis e, simmetricamente, un opistodomo sul retro; era come quella precedente divisa in navate da colonnati su due ordini. Le tegole del tetto e le antefisse erano in marmo e così gli acroteri: agli angoli delle sfingi e al centro un acroterio vegetale fiancheggiato da due figure femminili. Quasi tutti i fusti del colonnato esterno (peristasi) erano monolitici.

## Scavi archeologici
Il sito era menzionato nella Periegesi della Grecia del geografo Pausania nel II secolo d.C.. Nel 1811 le sculture frontonali, cadute a terra, furono rimosse da Charles Robert Cockerell e dal barone Otto Magnus von Stackelberg e, con la mediazione del barone Carl Haller von Hallerstein furono spedite per mare in Germania e vendute al principe ereditario di Baviera, che poi sarebbe divenuto il re Luigi I.
Scavi sistematici furono condotti nel sito agli inizi del XX secolo ad opera di Adolf Furtwängler e tra il 1966 e il 1979 ad opera di Dieter Ohly, continuati dopo la sua morte da Erns Ludwig Schwandner e da Martha Ohly fino al 1988: nel corso di questi scavi furono rinvenuti i resti del primo tempio in pietra, la cui trabeazione è stata in parte ricostruita nel locale museo.

## Decorazione frontonale

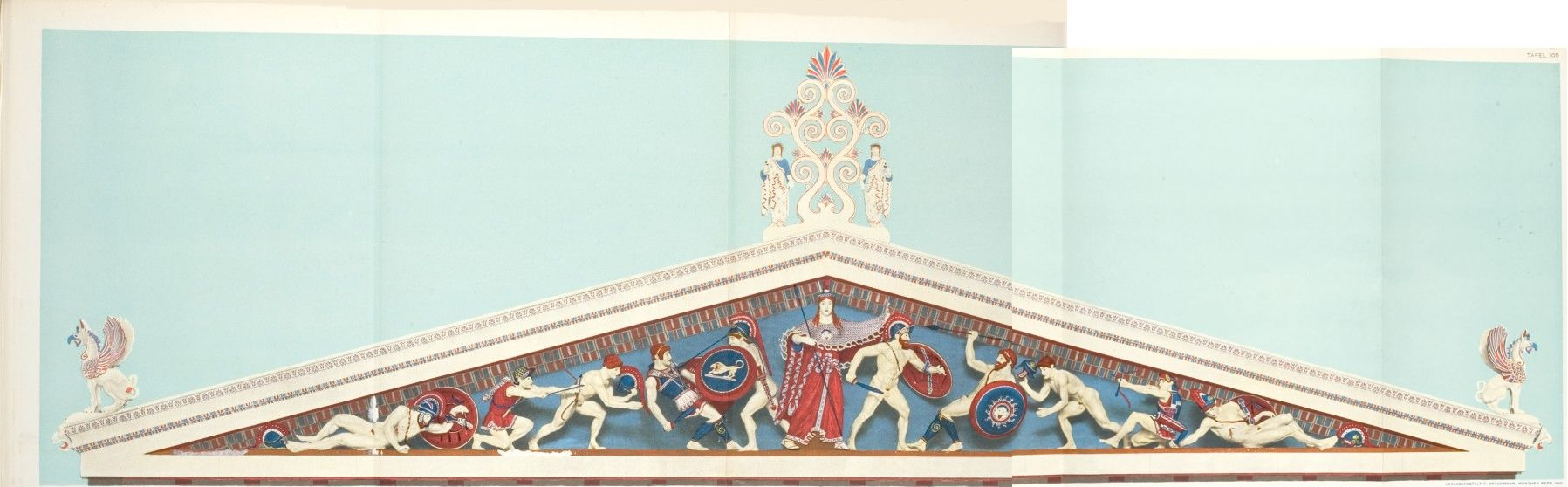
Ricostruzione del frontone orientale del tempio di Afaia (Furtwängler)

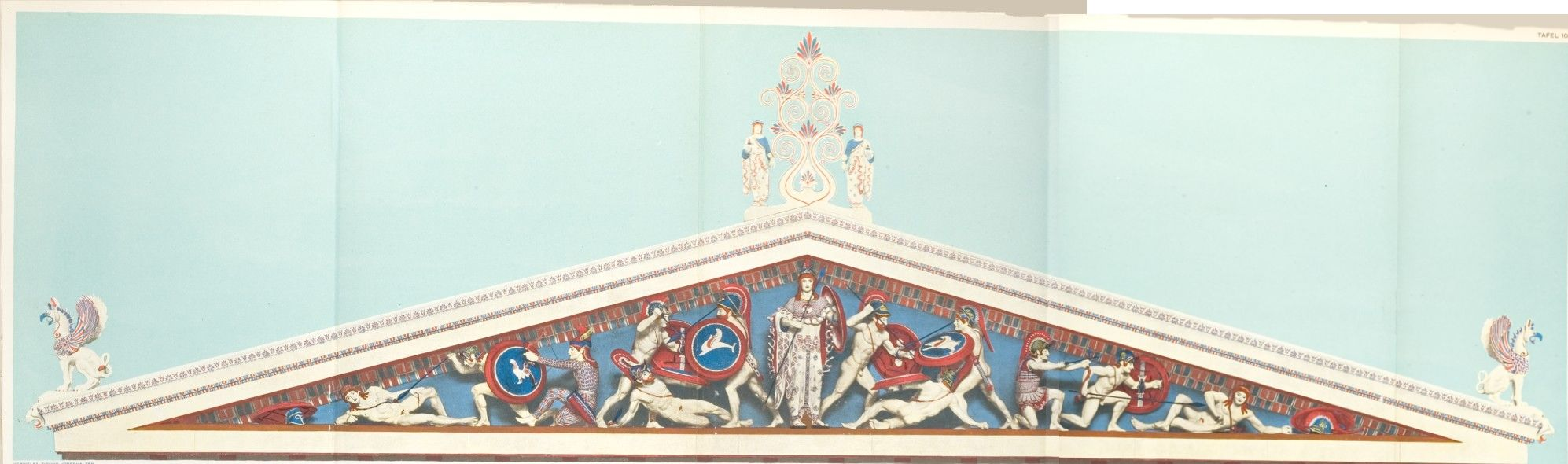
Ricostruzione del frontone occidentale del tempio di Afaia (Furtwängler)

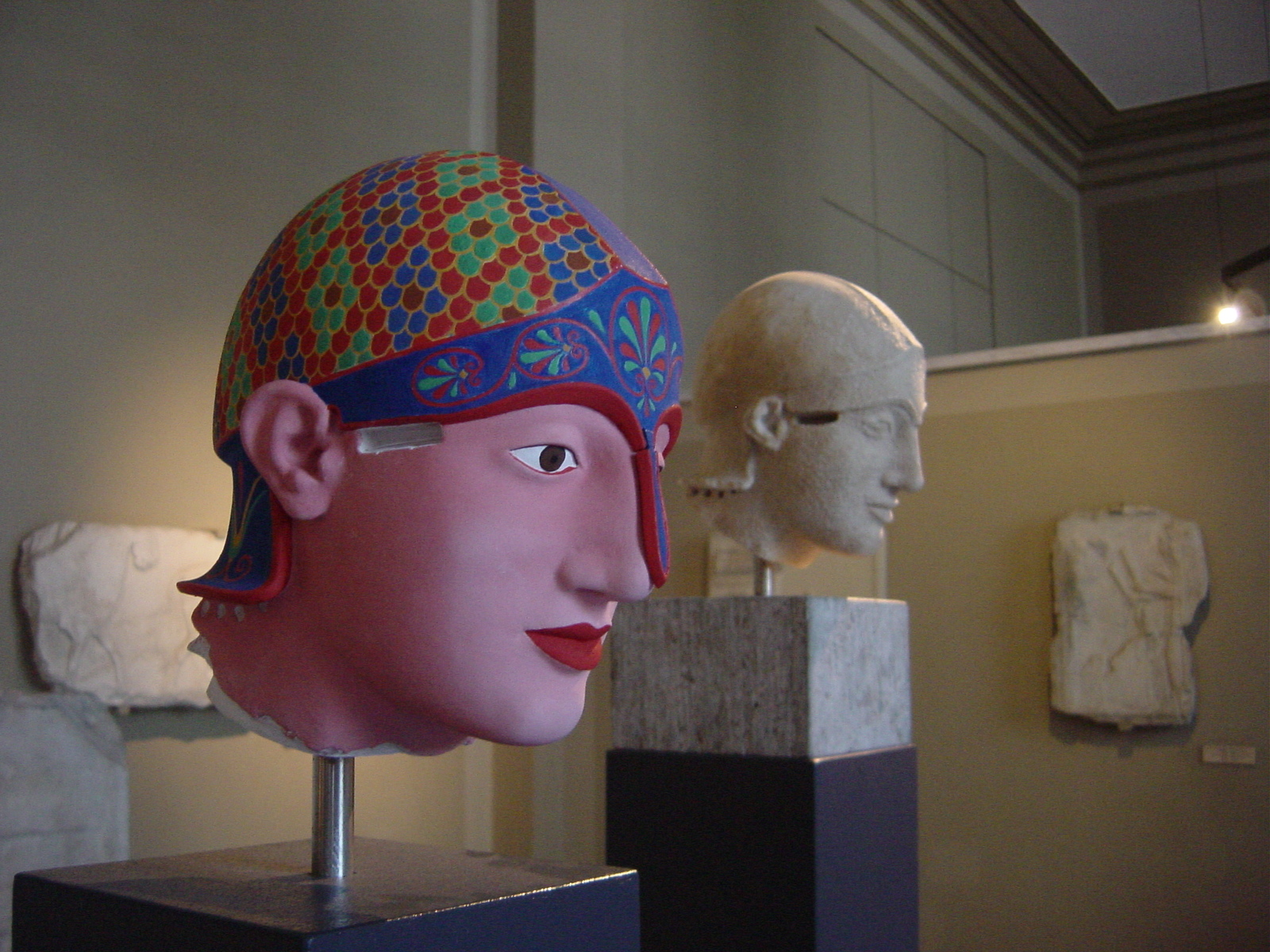
Testa originale di guerriero dal frontone orientale (sullo sfondo) e ricostruzione del completamento a pittura (in primo piano)

Il tempio della seconda fase era dotato di una ricca decorazione frontonale: i gruppi scultorei di entrambi i lati est ed ovest sono conservati alla Gliptoteca di Monaco, dove sono stati restaurati e ricomposti dallo scultore neoclassico danese Bertel Thorvaldsen.
Entrambi i frontoni mostrano al centro la figura della dea Atena (alla quale Afaia era assimilata), e ai lati gruppi di combattenti, con gli angoli del frontone occupati da guerrieri caduti e armi abbandonate, rappresentanti le imprese troiane degli eroi locali: dalla ninfa Egina e da Zeus sarebbe nato infatti il primo re dell'isola, Eaco, padre di Telamone, da cui nacque l'eroe omerico Aiace Telamonio, e di Peleo, padre di Achille.
Le sculture conservano notevoli tracce di pittura, che hanno permesso di ricostruire il completamento pittorico nella scultura greca, e si presentano perfettamente rifinite anche sul lato rivolto verso l'interno del frontone, sebbene questo non fosse visibile.
In seguito allo studio delle tracce lasciate dalle cavità per i perni che dovevano fissare le sculture, si ritiene che fossero esistiti tre gruppi frontonali: sul lato est il gruppo originario e la cornice sovrastante sarebbero stati rimossi e sostituiti con un altro gruppo prima del completamento dell'edificio. Il frontone occidentale si data infatti intorno al 510-500 a.C.; il frontone est verso il 490-480 a.C. Non è chiaro perché quest'ultimo fosse stato sostituito. Altri frammenti di sculture frontonali, rinvenuti nel 1901, e poi ancora nel corso di ulteriori campagne di scavo, sono stati infatti attribuiti a due diversi gruppi scultorei, ugualmente datati al 510-500 a.C. che rappresentavano un'Amazzonomachia e il rapimento della ninfa Egina da parte di Zeus: è stata avanzata l’ipotesi che essi facessero parte di composizioni create inizialmente per il frontone orientale del tempio, messe in opera solo parzialmente e poi smontate, per motivi che ci sfuggono, e rimontate successivamente presso l'altare, dove in effetti restano ancora due basi allungate.
Le sculture frontonali di Egina sono comunque frutto di un progetto unitario, opera di due scultori, o di due scuole, che riflettono una diversa sensibilità artistica. Lo scultore del frontone ovest e delle prime versioni del frontone est, che è probabilmente anche l'ideatore di tutto il ciclo scultoreo, continua la maniera arcaica, con tutti i suoi valori di perfezione astratta; una ventina d'anni dopo, lo scultore del frontone orientale ripropone lo stesso soggetto mettendo in atto la nuova estetica che sfocerà, di lì a poco, nello stile severo.